# Christian Adolf Friedrich Gottlieb zu Castell-Remlingen
Christian Adolf Friedrich Gottlieb Graf und Herr zu Castell-Remlingen (* 22. Februar 1736 in Dresden; † 11. Juli 1762 in Hamburg) war von 1743 bis 1762 Herrscher der Grafschaft Castell.

## Die Grafschaft vor Christian Adolf Friedrich Gottlieb
Vor der Herrschaft des Grafen Wolfgang Christian Adolf Friedrich Gottlieb stand in Castell die Spaltung in zwei Linien, die im Laufe des 16. Jahrhunderts vollzogen worden war. Die Grafen von Castell-Rüdenhausen hatten ihre Residenzen in Wiesenbronn und Rüdenhausen, während ihre Verwandten der Grafen von Castell-Remlingen in Castell und Remlingen saßen. Hierdurch war das Herrschaftsgebiet gespalten und dem Dreißigjährigen Krieg des 17. Jahrhunderts noch schutzloser ausgeliefert.
Die Generation, die während des Krieges geboren worden war, forcierte den Wiederaufbau der zerstörten Gebiete und begann auch die repräsentativen Schlossbauten zu erneuern. Außerdem begann man einige verwalterische Aufgaben in größeren Herrschaften der Umgebung zu übernehmen. Unter den direkten Vorgängern des Grafen teilte man die Grafschaft Castell-Remlingen in vier Landesportionen auf.

## Leben
Christian Adolf Friedrich Gottlieb wurde am 22. Februar 1736 in Dresden als zweitgeborener Sohn des Grafen Karl Friedrich Gottlieb und dessen Ehefrau Friederika Eleonora, geborene Gräfin zu Castell-Rüdenhausen, geboren. Der Vater war Kommandant in der sächsischen Residenzstadt. Der ältere Bruder erreichte das Erwachsenenalter nicht, sodass Christian Adolf Friedrich Gottlieb unter vier Schwestern aufwuchs. Eine weitere, jüngere Schwester verstarb bereits im Jahr 1739.
Nach dem frühen Tod des Vaters im Jahr 1743 wurde dem jungen Grafen ein Vormund zugeteilt. Er wurde in der Folgezeit von Carl Ludwig von Löwenstein-Wertheim erzogen. Zunächst lag seine Unterrichtung in den Händen von Hauslehrern, besuchte später allerdings das Collegium Carolinum in Braunschweig. Im Anschluss daran reiste der Graf auf einer sogenannten Kavalierstour durch Europa und besuchte Gebiete im Heiligen Römischen Reich, den Niederlanden und Frankreich.
Das Jahr 1754 brachte für Christian Adolf Friedrich Gottlieb die Erklärung der Volljährigkeit durch Kaiser Franz I. Stephan. Im Jahr 1760 erbte er, seine Mutter war verstorben, die Herrschaft Breitenburg, den Rest der Grafschaft Rantzau, die über die Großmutter Catharina Hedwig, geborene Gräfin zu Rantzau-Breitenburg, an die Familie gelangt waren. Der Graf kümmerte sich vermehrt um die Verwaltung dieser Güter. Christian Adolf Friedrich Gottlieb verstarb am 11. Juli 1762 kinderlos in Hamburg und wurde in Itzehoe bestattet.

## Ehe
Christian Adolf Friedrich Gottlieb heiratete am 8. Juli 1757 in Kiel Sophie Christiane Gräfin von Holstein-Holsteinborg. Die Ehe blieb kinderlos.